# Жабрен
Жабрен је насеље у Србији у општини Сјеница у Златиборском округу. Према попису из 2022. било је 237 становника (према попису из 1991. било је 478 становника).

## Историја
По старом предању које је пренео 1940. године стогодишњак мештанин Алил Куч, у Жабрену је живео Петар отац Карађорђев. У насељу са преко 40 муслиманских породица, на једном крају била је једина хришћанска кућа. То место се звало "Петрово поље", јер је то била Петрова кућа са "становима" - брвнара са сточним колибама. Петар и прандеда Алилов - Рама Куч били су кумови; Петар је шишао Рамому децу. Рамо, његов син Мустафа и још неки честити мештани су штитили Петра од качака, који су му стално претили. Једном приликом су у одсуству заштитнка Куча и напали Петрову кућу, али је он убио двојицу нападача из кумове пушке "шишане". Зато је морао Петар да се брзо исели у Шумадију, при чему му је помогао кум Куч да пређу границу "преко Колена на Голији". Убрзо му се родио син Ђорђе, и он је јавио куму Раму, а чије је иначе рођење најавила звезда падалица, изнад села Жабрена.

## Демографија
У насељу Жабрен живи 220 пунолетних становника, а просечна старост становништва износи 32,7 година (32,4 код мушкараца и 33,1 код жена). У насељу има 85 домаћинстава, а просечан број чланова по домаћинству је 3,78.
Ово насеље је великим делом насељено Бошњацима (према попису из 2002. године), а у последња три пописа, примећен је пад у броју становника.
|  |

| Демографија | Демографија | Демографија |
| Година      | Становника  | Становника  |
| ----------- | ----------- | ----------- |
| 1948.       | 390         |             |
| 1953.       | 420         |             |
| 1961.       | 436         |             |
| 1971.       | 565         |             |
| 1981.       | 517         |             |
| 1991.       | 478         | 472         |
| 2002.       | 321         | 483         |

| Етнички састав према попису из 2002.‍ | Етнички састав према попису из 2002.‍ | Етнички састав према попису из 2002.‍ | Етнички састав према попису из 2002.‍ | Етнички састав према попису из 2002.‍ |
| ------------------------------------ | ------------------------------------ | ------------------------------------ | ------------------------------------ | ------------------------------------ |
|                                      |                                      |                                      |                                      |                                      |
| Бошњаци                              | Бошњаци                              |                                      | 313                                  | 97,50%                               |
| Муслимани                            | Муслимани                            |                                      | 7                                    | 2,18%                                |
| непознато                            | непознато                            |                                      | 0                                    | 0,0%                                 |

| Година пописа     | 1948. | 1953. | 1961. | 1971. | 1981. | 1991. | 2002. |
| ----------------- | ----- | ----- | ----- | ----- | ----- | ----- | ----- |
| Број домаћинстава | 59    | 60    | 61    | 87    | 80    | 73    | 85    |

| Број чланова      | 1  | 2  | 3  | 4  | 5  | 6 | 7 | 8 | 9 | 10 и више | Просек |
| ----------------- | -- | -- | -- | -- | -- | - | - | - | - | --------- | ------ |
| Број домаћинстава | 11 | 10 | 20 | 15 | 15 | 9 | 2 | 1 | 1 | 1         | 3,78   |

| Пол    | Укупно | Неожењен/Неудата | Ожењен/Удата | Удовац/Удовица | Разведен/Разведена | Непознато |
| ------ | ------ | ---------------- | ------------ | -------------- | ------------------ | --------- |
| Мушки  | 117    | 43               | 70           | 4              | 0                  | 0         |
| Женски | 116    | 25               | 76           | 15             | 0                  | 0         |
| УКУПНО | 233    | 68               | 146          | 19             | 0                  | 0         |

| Пол    | Укупно                    | Пољопривреда, лов и шумарство | Рибарство                            | Вађење руде и камена | Прерађивачка индустрија       |
| ------ | ------------------------- | ----------------------------- | ------------------------------------ | -------------------- | ----------------------------- |
| Мушки  | 78                        | 72                            | 0                                    | 1                    | 1                             |
| Женски | 55                        | 51                            | 0                                    | 0                    | 0                             |
| УКУПНО | 133                       | 123                           | 0                                    | 1                    | 1                             |
| Пол    | Производња и снабдевање   | Грађевинарство                | Трговина                             | Хотели и ресторани   | Саобраћај, складиштење и везе |
| Мушки  | 0                         | 0                             | 2                                    | 0                    | 0                             |
| Женски | 0                         | 0                             | 0                                    | 0                    | 0                             |
| УКУПНО | 0                         | 0                             | 2                                    | 0                    | 0                             |
| Пол    | Финансијско посредовање   | Некретнине                    | Државна управа и одбрана             | Образовање           | Здравствени и социјални рад   |
| Мушки  | 0                         | 0                             | 0                                    | 1                    | 1                             |
| Женски | 0                         | 0                             | 0                                    | 0                    | 0                             |
| УКУПНО | 0                         | 0                             | 0                                    | 1                    | 1                             |
| Пол    | Остале услужне активности | Приватна домаћинства          | Екстериторијалне организације и тела | Непознато            | Непознато                     |
| Мушки  | 0                         | 0                             | 0                                    | 0                    | 0                             |
| Женски | 0                         | 0                             | 0                                    | 4                    | 4                             |
| УКУПНО | 0                         | 0                             | 0                                    | 4                    | 4                             |